# End Is Forever
End Is Forever è il terzo album del gruppo pop punk/alternative rock statunitense The Ataris, pubblicato nel 2001 dalla Kung Fu Records.

## Tracce
Musica e testi di Kris Roe eccetto dove segnalato.
1. Giving Up on Love (Roe, Jasin Thomason) – 2:53
2. Summer Wind Was Always Our Song – 3:56
3. I.O.U. One Galaxy – 2:00
4. Bad Case of Broken Heart – 1:58
5. Up, Up, Down, Down, Left, Right, Left, Right, B, A, Start – 3:01
6. Road Signs and Rock Songs – 2:45
7. If You Really Want to Hear About It... – 2:45
8. Fast Time at Drop-Out High – 3:39
9. Song for a Mix Tape – 3:08
10. You Need a Hug – 3:49
11. How I Spent My Summer Vacation – 3:22
12. Teenage Riot – 2:58
13. Song #13 – 2:25
14. Hello and Goodbye – 2:22

## Formazione
- Kris Roe - voce, chitarra
- Marco Peña - chitarra
- Mike Davenport - basso
- Chris Knapp - batteria